# Antonina Zubkova
Antonina Leóntievna Zubkova, rus: Антонина Леонтьевна Зубкова, (12 d'octubre de 1920 - 13 de novembre de 1950) fou una aviadora (navegant) i capitana en diversos esquadrons aeris soviètics durant la Segona Guerra Mundial. Pel seu servei militar, se li va concedir el títol d'Heroïna de la Unió Soviètica el 18 d'agost del 1945.

## Vida civil[2][3][4]
Nascuda el 12 d'octubre de 1920 al poble de Semion, óblast de Riazan,en una família camperola russa. Després de graduar-se a l'escola secundària amb una medalla d'or el 1938, va ingressar a la Facultat de Matemàtiques i Mecànica de la Universitat Estatal de Moscou sense exàmens. La universitat era el grup educatiu Komsomol.Va estudiar en el mateix curs amb altres futures pilots famoses de la Gran Guerra Patriòtica: Ievdokia Paskó, Ievguénia Rúdneva i Iekaterina Riabova.

## Carrera militar
Quan Marina Raskova va crear tres regiments femenins d'aviació l'octubre de 1941, la facultat de la universitat va recomanar a Zubkova d'unir-se a un dels regiments com a navegant a causa dels seus coneixements de matemàtiques. Va ingressar a l'exèrcit el 1941 i va fer la formació de navegació a Engels; el curs durava normalment tres anys però, a causa de la guerra, el temps es va reduir a tres mesos.
Al llarg de la guerra, Zubkova va lluitar sobretot en els fronts bàltic i de la Prússia Oriental, així com a Stalingrad, Kuban, Crimea i Belarús, va fer sortides de combat com a navegant en un Petliakov-2, amb Nadejda Fedutenko com a comandant d'esquadró, la qual també va obtenir el títol d'Heroïna de la Unió Soviètica. Va volar més de 50 sortides durant la guerra.

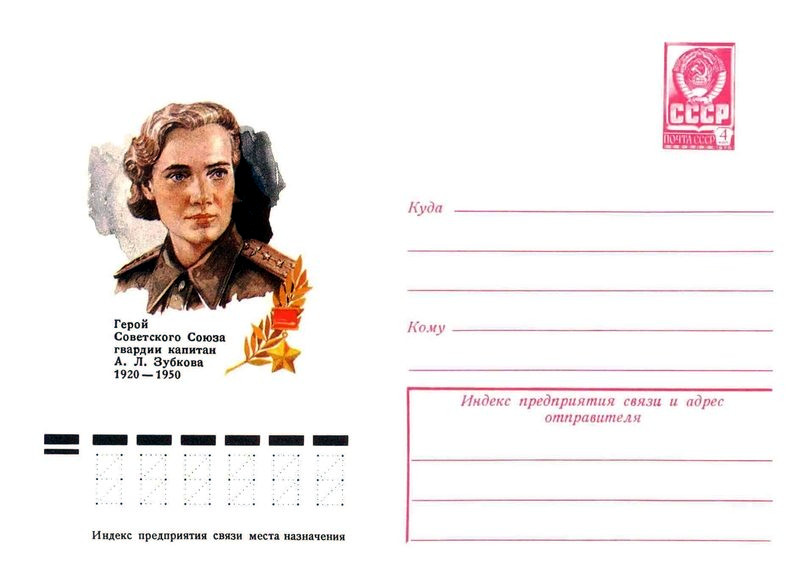
Sobre del 1977 amb la imatge de Zubkova.

## Darrers anys
Per la seva valentia i excel·lent acompliment de les tasques de comandament, Antonina Zubkova el 18 d'agost de 1945 va ser guardonada amb el títol d'Heroïna de la Unió Soviètica, juntament amb Fedutenko i altres cinc membres del seu regiment. El setembre del 1945, es va retirar i va tornar a estudiar a la universitat, on es va graduar el 1948. Després va ensenyar a l'Acadèmia d'Enginyeria Aeronàutica Militar Jukovski. Es va suïcidar el 13 de novembre de 1950 i va ser enterrada al Cementiri de Vagànkovo a Moscou.